# Eyprepocnemis kalkudensis
Eyprepocnemis kalkudensis är en insektsart som beskrevs av Henry, G.M. 1937. Eyprepocnemis kalkudensis ingår i släktet Eyprepocnemis och familjen gräshoppor. Inga underarter finns listade i Catalogue of Life.